# 晋昌郡 (唐朝)
晉昌郡，中国唐朝时设置的郡。
唐高祖武德四年（621年）改常乐县置晉昌县，治今甘肃省瓜州县东南锁阳城。属瓜州。唐玄宗天宝元年（742年）改瓜州复置晉昌郡，治所在晉昌县。下辖晉昌县、常乐县（今甘肃省瓜州县南岔乡六工破城）。唐肃宗乾元元年（758年）复改为瓜州。